# Hoppenrade (Plattenburg)
Hoppenrade ist ein Ortsteil der amtsfreien Gemeinde Plattenburg im Landkreis Prignitz in Brandenburg.

## Geographie
Der Ort liegt 8 Kilometer nordnordöstlich von Plattenburg und 14 Kilometer ostsüdöstlich von Perleberg. Die Nachbarorte sind Reckenthin und Tüchen im Nordosten, Garz im Osten, Groß Welle im Südosten, Kletzke im Süden, Klein Welle, Viesecke und Groß Werzin im Südwesten, Rambow im Westen sowie Krampfer im Nordwesten.

## Kultur und Sehenswertes

### Gutshaus Hoppenrade
Das klassizistische Guts- und Herrenhaus Hoppenrade wurde um 1830 errichtet als Nachfolgebau einer aus dem Jahr 1729/1743 stammenden Vorwerksanlage, welche bis 1803 dem Bistum Havelberg gehörte. Bauherr war der königlich preußische Amtsrat Johann Wilhelm Freyer (1774–1845), der 1840 in den erblichen Adelsstand mit von Freier erhoben wurde. Er war mit Karoline Vogel verheiratet. Ihm folgte als Hausbewohner und Gutsherr auf dem Allodialgut Hoppenrade und Garz der Sohn Karl von Freier, verheiratet mit zwei Schwestern von Wilamowitz-Moellendorf-Gadow. Das zu jener Zeit amtlich veröffentlichte Generaladressbuch der Rittergutsbesitzer in Preußen beziffert sein Erbe mit 354 ha für Garz und 941 ha für Hoppenrade, in Garz wurde eine Brennerei betrieben und auf dem Hauptgut Hoppenrade noch eine Ziegelei. Nur auf den landwirtschaftlichen Teil eines Gutes zu setzen wäre nicht einträglich genug gewesen, respektive in zu viel Abhängigkeit von den Ernten. So war es wichtig, dass der nächste Grundbesitzer, Günther von Freier-Hoppenrade (1852–1921), neben seiner ehrenamtlichen karitativen Tätigkeit als Rechtsritter des Johanniterordens und als königlicher Kammerherr noch die Funktionen eines kur- und neumärkischen Hauptritterschaftsdirektor in Berlin beim gleichnamigen Kreditinstitut ausführte. Als Ritterschaftsrat stand man dem Kreditwesen für Rittergüter einer vorbestimmten Region vor und konnte in Abhängigkeiten der Bonität der jeweiligen Flächen pekuniäre Hilfestellungen leisten. Sein Sohn und Erbe Carl Günther von Freier wurde fast in den gleichen Wegen aktiv, Ehrenritter bei den Johannitern und Landschaftsrat (Nachfolge der Ritterschaftsräte nach 1934), sowie zugleich Geschäftsführer des Deutschen Jagdschutzverbandes. Vor der großen Wirtschaftskrise betrug die Größe des Rittergutes Hoppenrade samt Rittergut Garz 1345 ha. Haupteinnahmequelle blieb die große Schafsviehwirtschaft mit 1200 Tieren und eine kleine Stärkefabrik. In Garz führte Administrator Wöhler die Geschäfte, in Hoppenrade der Gutsherr selbst.
Heute beherbergt das Gebäude eine Förderschule mit Wohnheim für geistig behinderte Kinder und Jugendliche, die vom Christlichen Jugenddorfwerk Deutschlands (CJD) betrieben wird.

### Landschaftspark Hoppenrade
Der aus dem ehemaligen Gutspark hervorgegangene, um 1900 als „Perle der Prignitz“ bezeichnete, Landschaftsgarten gilt als eine der bedeutendsten Parkanlagen der Prignitz. Zusammen mit dem gesamten Gutsensemble steht er unter Denkmalschutz (ID-Nr. 09160168).
in den Park integriert sind:
- Reste der Turmhügelburg (Motte) Zeterbow mit noch erhaltenem Burgwall- und Graben.[14]
- ein prähistorisches Hügelgrab aus der Bronzezeit

### Baumveteranen im Park
Das 22 Hektar große, mit Bedacht angelegte, Park-Areal bietet einer großen Anzahl sehenswerter alter Baumexemplare – sowohl einheimischer als auch exotischer Arten – eine repräsentative Umgebung.
Besonders hervorzuheben sind wegen ihrer Dicke und Mächtigkeit die:
- ⊙ Buche bei Hoppenrade.[16][17] Die dickste Rotbuche Deutschlands, steht nahe beim Gutshaus im Park. Sie wird auch als „Kletterbuche“ bezeichnet und nahm als deutscher Kandidat 2017[18] am Wettbewerb "Europäischer Baum des Jahres" teil.
- ⊙ Hügelgrablinde;[19] steht am südwestlichen Ende des Landschaftsparks auf dem vorzeitlichen Hügelgrab, nahe dem Burgstall der Turmhügelburg.